# Chicago Fire (2.ª temporada)
A segunda temporada da série de televisão dramática estadounidense Chicago Fire foi encomendada em 26 abril de 2013 pela NBC, estreou em 24 de setembro de 2013 e foi finalizada em 13 de maio de 2014, contando com 22 episódios. A temporada foi produzida pela Universal Television em associação com a Wolf Entertainment, com Derek Haas, Michael Brandt e Matt Olmstead como produtores e com Dick Wolf como produtor executivo. A temporada foi ao ar na temporada de transmissão de 2013-14 às noites de terça-feira às 22h00, horário do leste dos EUA.
A segunda temporada estrela Jesse Spencer como Tenente Matthew Casey, Taylor Kinney como Tenente Kelly Severide, Monica Raymund como Paramédica Gabriela Dawson, Lauren German como Paramédica Leslie Shay, Charlie Barnett como Candidato a Bombeiro Peter Mills, David Eigenberg como Bombeiro Christopher Hermann, Yuri Sardarov como Bombeiro Brian "Otis" Zvonecek, Joe Minoso como Bombeiro Joe Cruz, Christian Stolte como Bombeiro Randy "Mouch" McHolland e Eamonn Walker como Chefe de Batalhão Wallace Boden.
A temporada terminou com uma audiência média de de 9.70 milhões de telespectadores e ficou classificada em 31.º lugar na audiência total e classificada em 26.º no grupo demográfico de 18 a 49 anos.

## Enredo
O show explora a vida, tanto profissional quanto pessoal, dos bombeiros, equipes de resgate e paramédicos do Corpo de Bombeiros de Chicago no fictício Quartel 51, lar do fictício Carro Pipa 51, Viatura 81, Esquadrão de resgate 3, Batalhão 25 e Ambulância 61.

## Elenco e personagens

### Principal
- Jesse Spencer como Tenente Matthew Casey
- Taylor Kinney como Tenente Kelly Severide
- Monica Raymund como Paramédica Gabriela Dawson
- Lauren German como Paramédica Leslie Shay
- Charlie Barnett como Candidato a Bombeiro Peter Mills
- David Eigenberg como Bombeiro Christopher Hermann
- Yuri Sardarov como Bombeiro Brian "Otis" Zvonecek
- Joe Minoso como Bombeiro Joe Cruz
- Christian Stolte como Bombeiro Randy "Mouch" McHolland
- Eamonn Walker como Chefe de Batalhão Wallace Boden

### Recorrente
- Jeff Hephner como Jeff Clarke
- Randy Flagler como Harold Capp
- Anthony Ferraris como Tony Ferraris
- Treat Williams como Benny Severide
- Chaon Cross como Heather Darden
- Michelle Forbes como Gail McLeod
- John Hoogenakker como Spellman
- Vedette Lim como Devon
- William Smillie como Kevin Hadley
- David Pasquesi como Erik McAuley
- Victoria Blade como Lisa Clarke
- Alex Weisman como Alan Chout
- Melissa Ponzio como Donna Robbins
- Dylan Baker como Doutor David Arata
- Brittany Curran como Katie Nolan
- Daisy Betts como Rebecca Jones
- Christine Evangelista como Allison Rafferty

### Chicago P.D.
- Jon Seda como Detetive Antonio Dawson
- LaRoyce Hawkins como Oficial Kevin Atwater
- Jesse Lee Soffer como Detetive Jay Halstead
- Jason Beghe como Sargento Hank Voight
- Sophia Bush como Detetive Erin Lindsay
- Elias Koteas como Detetive Alvin Olinsky
- Marina Squerciati como Oficial Kim Burgess
- Amy Morton como Sargento Trudy Platt

## Episódios
| N.º na série | N.º na temp. | Título                             | Dirigido por       | Escrito por                                                                        | Exibição original       | Audiência (milhões) |
| --- | ------------ | ---------------------------------- | ------------------ | ---------------------------------------------------------------------------------- | ----------------------- | ------------------- |
| 25 | 1            | "A Problem House"                  | Joe Chappelle      | Michael Brandt & Derek Haas                                                        | 24 de setembro de 2013  | 8.90                |
| Severide se vê sendo alvo de um incendiário perigoso, depois que incêndios em prédios ativam o mesmo dispositivo incendiário conhecido por ser a arma típica do incendiário. O quartel 51 assume novo sangue e novas regras para evitar fechar suas portas devido a cortes no orçamento. Casey se vê com novas responsabilidades depois que Heather Darden pede sua ajuda com seus filhos, o mais velho dos quais luta mais profundamente após a morte de seu pai. A noite de Heather com suas amigas termina com Heather em um acidente de carro bêbado que fere gravemente sua amiga. |              |                                    |                    |                                                                                    |                         |                     |
| 26 | 2            | "Prove It"                         | Tom DiCillo        | Andrea Newman                                                                      | 1 de outubro de 2013    | 8.74                |
| Casey precisa se envolver mais com os filhos de Heather agora que ela foi presa por dirigir embriagada, e ele diz aos meninos apenas que a mãe deles foi viajar. Severide vai em busca do incendiário depois de outro lance e, depois que seu primeiro suspeito é refutado, ele percebe um padrão particular nos incêndios. O funcionário estadual encarregado de buscar cortes orçamentários no corpo de bombeiros alista uma toupeira no quartel 51, um bombeiro transferido para 51 depois que seu quartel foi fechado. Temeroso de cortes arbitrários no orçamento e desconfiado do candidato à presidência do sindicato, Mouch decide concorrer ao cargo. Quando a amiga de Heather morre de seus ferimentos de acidente, Heather enfrenta homicídio culposo veicular e faz uma barganha fatídica antes que Casey possa falar com ela novamente. |              |                                    |                    |                                                                                    |                         |                     |
| 27 | 3            | "Defcon 1"                         | Joe Chappelle      | Michael Gilvary                                                                    | 8 de outubro de 2013    | 7.43                |
| Enquanto o Molly's continua em dificuldades, Mouch recebe uma assistência de campanha de um amigo de Dawson. Severide tenta encontrar provas de que Kevin Hadley, um de seus ex-homens do Esquadrão 3, foi o incendiário. Dawson faz um movimento inesperado. |              |                                    |                    |                                                                                    |                         |                     |
| 28 | 4            | "A Nuisance Call"                  | Steve Shill        | Matt Olmstead & Hilly Hicks, Jr.                                                   | 15 de outubro de 2013   | 8.08                |
| Uma ligação de rotina se torna o suicídio de um conhecido diabético de Shay, causando uma rixa entre ela e Dawson. Os homens do 51 estão em alerta sobre uma toupeira no quartel. Enquanto isso, Severide fica furtivo em sua busca por Hadley. Dawson recebe notícias chocantes sobre um dos capangas de Arthur, Jay. |              |                                    |                    |                                                                                    |                         |                     |
| 29 | 5            | "A Power Move"                     | Jann Turner        | Andi Bushell                                                                       | 22 de outubro de 2013   | 7.45                |
| A pressão está em Boden para se demitir do quartel. A toupeira é revelada e os homens formam um plano para expulsá-lo do quartel. Arthur, o bandido, continua a causar problemas no Molly's, enquanto Dawson luta para deixar Jay, que ela agora sabe que é um policial disfarçado tentando derrubar Arthur, fazer seu trabalho. |              |                                    |                    |                                                                                    |                         |                     |
| 30 | 6            | "Joyriding"                        | Steve Shill        | Derek Haas & Tim Talbott                                                           | 12 de novembro de 2013  | 7.66                |
| Severide recebe uma visita inesperada, sua meia-irmã, Katie, trabalhando como chef, e notícias problemáticas sobre seu pai. Seu dia vai de mal a pior depois que sua corrida matinal se transforma em um resgate quando ele vê um menino preso em uma escavadeira. Mouch e o candidato presidencial do sindicato Greg Sullivan participam de um debate que ameaça se tornar desagradável. Arthur vem assediar Dawson no Molly's novamente. Ao mesmo tempo, o bar rival Game Day na rua também está em perigo e os dedos apontam para o Molly's. O alarme de Boden sobre o desaparecimento de Severide é igualado apenas por sua contínua rivalidade com McLeod. |              |                                    |                    |                                                                                    |                         |                     |
| 31 | 7            | "No Regrets"                       | Michael Slovis     | Michael Brandt & Ryan Rege Harris                                                  | 19 de novembro de 2013  | 7.49                |
| McLeod ameaça quebrar Boden e o quartel 51 depois que Boden se recusa a assinar o acordo de aposentadoria forçada. Os homens são chamados a um trem que descarrilou em uma fábrica. Os cortes orçamentários de McLeod significa que eles são levados ao limite lidando com um tanque de propano em chamas e várias vítimas. Depois que a gerente de campanha de Mouch, Isabella, diz a Casey que entrará em contato com os contatos do estado em nome de Heather, Heather é libertada da prisão mais cedo e toma uma decisão que muda sua vida. |              |                                    |                    |                                                                                    |                         |                     |
| 32 | 8            | "Rhymes With Shout"                | Joe Chappelle      | Andrea Newman                                                                      | 26 de novembro de 2013  | 6.91                |
| Depois de finalmente ajudar os filhos de Darden a se reconciliarem com a morte de seu pai, Casey se despede emocionalmente de Heather e dos meninos, que estão se mudando para a Flórida para começar de novo. Ainda cansada com sua disputa com Shay, Dawson também luta com um nova paramédica, excessivamente sensível e muito falante. Severide tenta fazer amizade com sua recém-descoberta meia-irmã Katie. Cruz leva seu relacionamento com Zoya um passo adiante, já que seu visto está prestes a expirar. Isabella parece entrar em um relacionamento com Mills e procura seu smoking para acompanhá-la a um jantar político. Otis e Severide voltam ao apartamento após o turno e descobrem que foi saqueado, especialmente o quarto de Shay. Casey repensa seus sentimentos por Dawson. |              |                                    |                    |                                                                                    |                         |                     |
| 33 | 9            | "You Will Hurt Him"                | Sanford Bookstaver | Michael Gilvary                                                                    | 3 de dezembro de 2013   | 8.22                |
| O romance de Dawson e Casey aumenta. Uma Shay quebrada contempla o suicídio e Severide pede a Dawson para ajudá-la. O irmão mais novo de Joe, Leon, ajuda a Unidade de Inteligência de Voight a prender o novo líder de sua antiga gangue por matar uma jovem. Severide continua se relacionando com a meia-irmã Katie. Mills descobre que tem um lugar na Academia de Polícia. Boden recebe a visita de McLeod, que encontrou várias maneiras de fechar o 51. Otis repensa viver com Severide e Shay depois que o roubo da namorada de Shay, Devon, deixa Shay ainda mais perturbada. |              |                                    |                    |                                                                                    |                         |                     |
| 34 | 10           | "Not Like This"                    | Alex Chapple       | Michael Brandt & Derek Haas                                                        | 10 de dezembro de 2013  | 9.32                |
| Com o 51 prestes a fechar, a comunidade protesta; Casey, Mouch e Severide fazem sua parte em uma última tentativa de impedir o fechamento, enquanto Boden recebe ajuda de uma pessoa improvável. Dawson recebe uma notícia de mudança de carreira: ela foi aceita como candidata a bombeiro. Os homens do 51 se reúnem quando quase perdem um dos seus em um grande incêndio em um apartamento e Clarke se torna suspeito do assassinato do ex-amante de sua esposa. |              |                                    |                    |                                                                                    |                         |                     |
| 35 | 11           | "Shoved In My Face"                | Jean de Segonzac   | Hilly Hicks, Jr.                                                                   | 7 de janeiro de 2014    | 6.87                |
| Casey retorna ao quartel depois de quase ser morto no incêndio do apartamento, mas experimenta visão dupla. Shay conhece sua nova parceira, Allison, que gosta de todos no 51, exceto Shay, cuja sexualidade a enerva. Dawson começa seu treinamento na Academia de Bombeiros. Severide começa seu trabalho temporário de professor na Academia e tem dúvidas sobre um candidato particularmente ansioso. Molly's continua em terreno instável. Clarke continua se recusando a falar com a polícia sobre o assassinato do amante de sua esposa - mesmo depois que a arma do crime se assemelha a uma arma que Clarke possui em seus dias como fuzileiro naval. |              |                                    |                    |                                                                                    |                         |                     |
| 36 | 12           | "Out With a Bang"                  | Alik Sakharov      | Andrea Newman                                                                      | 14 de janeiro de 2014   | 6.76                |
| Casey tenta convencer a todos, e a si mesmo, no quartel de que ele está bem. Enquanto isso, Shay está sendo alvo de advogados que perguntam sobre testemunhar o suicídio de seu amigo Darryl. Boden ajuda uma cidadã, Donna, com um senhorio negligente - e Donna o surpreende ao dar-lhe um prato de cobertura cozido como agradecimento. Dawson deve superar sua claustrofobia e ter visto uma colega candidata – Rebecca Jones, filha de um vice-chefe de bombeiros distrital – trapacear em um teste. Mills faz parte do esquadrão, mas rapidamente se vê em apuros com um repórter. Otis se relaciona com a meia-irmã de Severide, Katie, por causa de jogos de tabuleiro. |              |                                    |                    |                                                                                    |                         |                     |
| 37 | 13           | "Tonight's the Night"              | Jann Turner        | Derek Haas & Tim Talbott                                                           | 21 de janeiro de 2014   | 7.13                |
| Durante uma noite fria em Chicago, o quartel 51 responde a um acidente de carro quando ocorre um apagão e deixa um distrito inteiro sem eletricidade. Os homens ficam sobrecarregados quando os moradores se reúnem no quartel dos bombeiros em busca de um lugar quente durante o apagão. Clarke é pego em um saque e mantido sob a mira de uma arma enquanto pega suprimentos em uma loja e Boden tem que lidar com convidados indesejados no quartel - mesmo quando um romance com Donna continua. Severide interrompe um confronto desagradável entre os convidados do quartel. Casey luta com perda de memória e dores de cabeça. A irmã de Severide, Katie, desaparece. Herrmann, Dawson e Otis continuam a debater os planos futuros para a Molly's. |              |                                    |                    |                                                                                    |                         |                     |
| 38 | 14           | "Virgin Skin"                      | Karen Gaviola      | Michael Brandt & Ryan Rege Harris                                                  | 25 de fevereiro de 2014 | 7.06                |
| Severide continua sua busca por Katie - que foi sequestrada por associados do bandido que ele expulsou do quartel durante o apagão - e pede ajuda à polícia de Chicago. Casey começa a sangrar no ouvido e o diagnóstico do médico pode acabar com sua carreira. O Corpo de Bombeiros 51 recebe uma ligação sobre uma pessoa esmagando a mão em uma esteira rolante. Severide resolve o problema com as próprias mãos para encontrar Katie. Rafferty é processado por uma vítima alegando que suas crenças religiosas superam seu esforço para salvar sua vida. Shay recebe uma dica inesperada de dois jogadores profissionais de hóquei. Os homens encontram uma maneira de retribuir uma jovem vítima que os apoiou quando o 51 estava quase fechado. |              |                                    |                    |                                                                                    |                         |                     |
| 39 | 15           | "Keep Your Mouth Shut"             | Holly Dale         | Michael Gilvary                                                                    | 4 de março de 2014      | 7.07                |
| O quartel 51 recebe uma ligação de uma pessoa presa em uma caixa de doações. Tendo reprovado na Academia de Bombeiros, Dawson retorna à Ambulância 61. Mas sua colega candidata Rebecca Jones é a nova candidata do 51. Casey e sua equipe estão frustrados com Rebecca. Severide recebe notícias indesejadas sobre Vince Keeler, o homem que orquestrou o sequestro de Katie. Temendo que seus erros de relacionamento passados arruinarão seu novo relacionamento depois de um telefonema triste com seu ex-enteado, Boden relutantemente termina com Donna. Mouch descobre que a secretária de Boden, Connie, pode ser sua pior inimiga ou sua melhor amiga. |              |                                    |                    |                                                                                    |                         |                     |
| 40 | 16           | "A Rocket Blasting Off"            | Sanford Bookstaver | Matt Olmstead & Hilly Hicks, Jr.                                                   | 11 de março de 2014     | 7.21                |
| Severide e Otis estão entre os membros do 51 questionados sobre o desaparecimento dos sequestradores de Katie, sendo Severide agora um possível suspeito. Dawson considera se inscrever novamente na academia. Enquanto isso, Hermann quer fazer uma vasectomia como presente de aniversário para sua esposa, para horror de seus colegas. Casey e Boden são ordenados pelo pai de Rebecca, o vice-chefe do distrito, para forçá-la a se transferir para um trabalho administrativo. |              |                                    |                    |                                                                                    |                         |                     |
| 41 | 17           | "When Things Got Rough"            | Jann Turner        | Andrea Newman                                                                      | 18 de março de 2014     | 6.96                |
| O Corpo de Bombeiros 51 recebe um chamado para uma casa em chamas. Casey descobre que o pai se jogou sobre seus filhos para protegê-los do fogo e a equipe lamenta seu sacrifício heróico. Infelizmente, a tripulação é processada pela esposa do falecido por não salvá-lo. Mouch é abandonado pela namorada. Dawson está sendo perseguida por um despachante. Severide salva um homem cujo braço ficou preso em uma roda e também descobre que ele é um ex-bombeiro. |              |                                    |                    |                                                                                    |                         |                     |
| 42 | 18           | "Until Your Feet Leave the Ground" | Michael Slovis     | Matt Olmstead & Mick Betancourt                                                    | 8 de abril de 2014      | 6.96                |
| O Corpo de Bombeiros 51 atende a um chamado de um homem preso entre dois prédios. Severide tenta fazer com que o ex-bombeiro que ele resgatou anteriormente, Dave, vá para a reabilitação para ajudar com vícios em álcool e analgésicos depois que ele é preso por dirigir embriagado. Dawson e Casey enfrentam problemas de relacionamento. Enquanto isso, Dawson e Shay têm um retiro de fim de semana só para garotas e Mouch está se preparando para seu primeiro encontro desde o rompimento com a ajuda de seus colegas que aumentam seu perfil de namoro na Internet. A equipe ajuda um homem que quer cometer suicídio pulando de uma borda alta. Casey tenta ajudar Rebecca - que conhece as maquinações de seu pai - com sua situação. |              |                                    |                    |                                                                                    |                         |                     |
| 43 | 19           | "A Heavy Weight"                   | Reza Tabrizi       | Michael Gilvary                                                                    | 15 de abril de 2014     | 6.90                |
| Após o suicídio de Rebecca, todos no Corpo de Bombeiros 51 são afetados por isso e a tensão é alta dentro das fileiras do Corpo de Bombeiros. Dawson recebe a nota de suicídio de Rebecca, mas não diz o que ela diz. Enquanto isso, Casey está procurando anéis para propor a Dawson. Durante uma ligação em um incêndio em um posto de gasolina, um dos espectadores tenta ajudar uma vítima, quase com resultados desastrosos. |              |                                    |                    |                                                                                    |                         |                     |
| 44 | 20           | "A Dark Day"                       | Joe Chappelle      | História por : Dick Wolf & Matt Olmstead Roteiro por : Michael Brandt & Derek Haas | 29 de abril de 2014     | 7.06                |
| Uma grande explosão ocorre na linha de partida da CFD & CPD 10k, uma corrida para uma instituição de caridade, executada fora do Chicago Medical Center, do qual Dawson e Casey estão participando. Ela envia o povo de Chicago ao caos, com agências policiais locais e federais correndo para encontrar os criminosos. Mills descobre e corre friamente para desarmar uma segunda bomba em uma garagem subterrânea. Dawson está presa sob os escombros e Casey e Severide correm contra o tempo para encontrá-la enquanto seus colegas continuam a ajudar as vítimas acima do solo. Este episódio começa um crossover com Chicago P.D. que conclui em "8.30 PM". |              |                                    |                    |                                                                                    |                         |                     |
| 45 | 21           | "One More Shot"                    | Jean de Segonzac   | Andrea Newman                                                                      | 6 de maio de 2014       | 6.92                |
| O quartel 51 recebe uma ligação de um homem preso em um picador de madeira. Dawson se prepara para refazer o exame de bombeiros e o Esquadrão 3 recebe um novo bombeiro. Enquanto isso, Casey pede a Antonio a mão de Dawson em casamento, para o qual Antonio dá sua bênção. Em outros lugares, Shay lida com as consequências com o reaparecimento de Devon, sua ex fugitiva que havia roubado dela, Severide e Otis. Boden finalmente sacode seu passado e, com os alunos como testemunhas, pede Donna em casamento. |              |                                    |                    |                                                                                    |                         |                     |
| 46 | 22           | "Real Never Waits"                 | Michael Brandt     | Michael Brandt & Derek Haas                                                        | 13 de maio de 2014      | 7.12                |
| Uma vítima encontrada em um incêndio em um internato faz Severide questionar se ele poderia ter feito mais. Dawson refaz o exame de bombeiro, no qual ela passa, e está programada para se transferir para um corpo de bombeiros diferente com o total apoio de Casey. Enquanto isso, Mills ainda questiona a misteriosa morte de seu pai. Severide expulsa a ex-namorada de Shay. Depois que Herrmann não pode fazer um casamento na igreja para Boden e Donna, ele os surpreende com um casamento no quartel - onde Casey pede Dawson em casamento e Mouch conhece uma mulher que parece interessada nele. Antes que Dawson possa responder à proposta de Casey, o 51 recebe outra ligação de um misterioso incêndio em um prédio. À medida que as comunicações de dentro do prédio para Boden são bloqueadas, o prédio explode enquanto todos estão dentro, deixando a vida de todos dentro do prédio em risco e Boden gritando freneticamente em seu rádio para o quartel 51 pedir ajuda. |              |                                    |                    |                                                                                    |                         |                     |

## Produção

### Desenvolvimento
Em 26 de abril de 2013, a NBC renovou Chicago Fire para uma segunda temporada e mudou seu horário para terças-feiras às 22h. A temporada estreou em 24 de setembro de 2013.

### Crossover

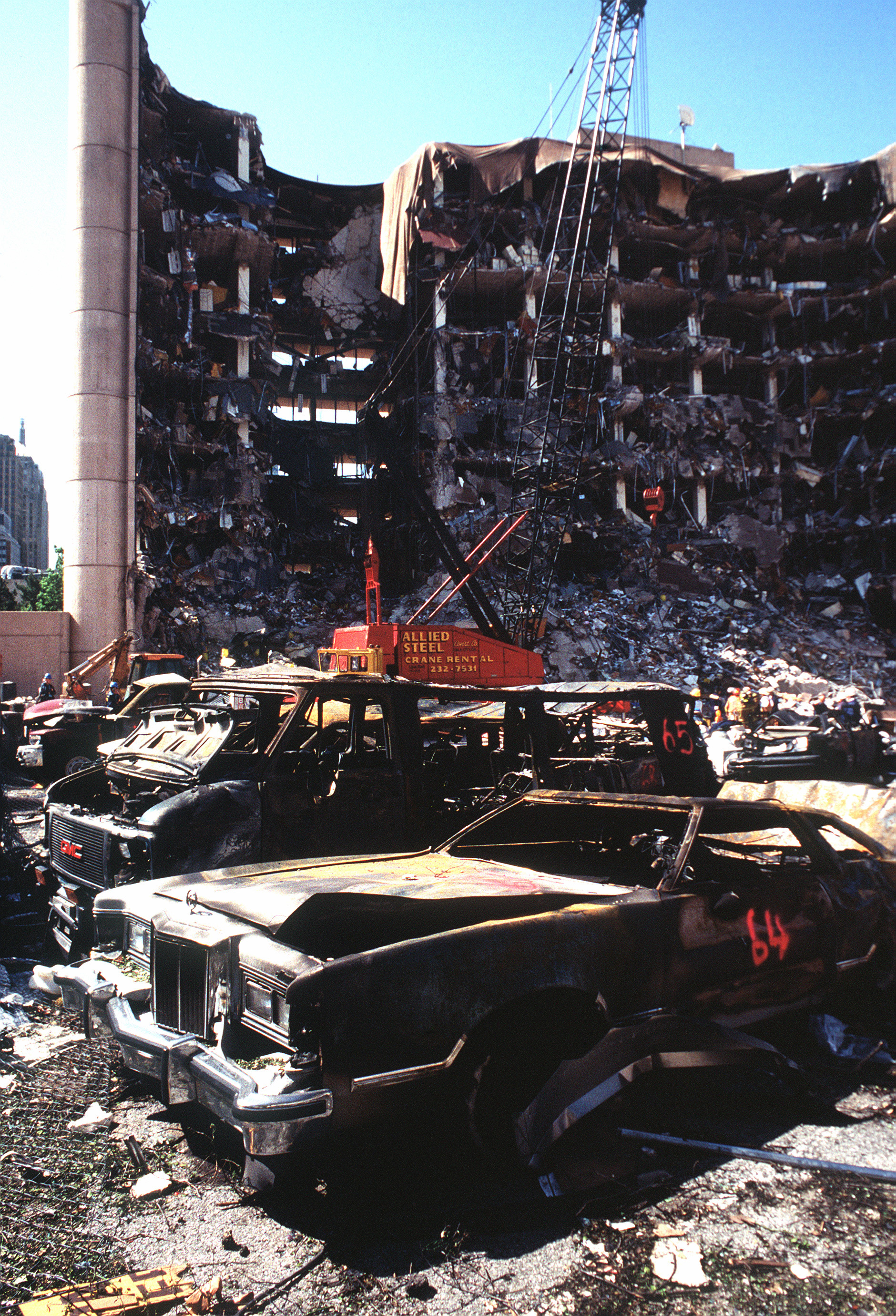
O escritor Dick Wolf declarou o Atentado de Oklahoma City de 1995 no Alfred P. Murrah Federal Building como inspiração para a história.

Um crossover entre os dois shows de Chicago foi ao ar em 29 e 30 de abril de 2014, retratando uma explosão que une os departamentos de bombeiros e polícia.
O produtor executivo, Dick Wolf que co-escreveu a história para ambas as partes, afirmou que sua inspiração para o crossover veio do Atentado de Oklahoma City e Atentado à Maratona de Boston de 2013. O episódio de Fire foi filmado no final de fevereiro de 2014, enquanto o episódio de P.D. foi filmado no início de março de 2014; as filmagens ocorreram em torno de Chicago, Illinois, incluindo na antiga torre Sears em Homan Square e no Cinespace Film Studios Chicago. Wolf declarou "Como nosso país passou por tragédias como essa, são os socorristas que sempre dão o tom e sempre começam a nos unir novamente, e eu quero realmente examinar isso agora que temos esses dois shows com os bombeiros e a polícia."

## Recepção

### Resposta da crítica
O crossover com Chicago P.D. recebeu críticas mistas a positivas. Ao revisar "A Dark Day", Lisa Casas, da Screen Spy, disse que a explosão é o tipo de coisa vista em filmes, não na televisão de tela pequena, mas depois afirmou que "'A Dark Day' deveria fazer as coisas rolarem, mas em vez disso decepciona. Todo o potencial daquela explosão inicial ficou preto, se deteriorando em um monte de histórias confusas, muitas para nos importarmos com todas elas." Casas também revisou a segunda parte e chamou o episódio de o melhor da temporada até agora, observando que o episódio de P.D. foi muito melhor do que o episódio Fire dizendo que Fire tinha muitas histórias e um elenco muito grande, enquanto P.D. se concentrava em duas histórias centrais com um elenco menor. Matt Carter do CarterMatt revisou ambas as partes do crossover afirmando que o episódio de Fire era algo normalmente visto em um final de temporada e que era terrível e triunfante ao mesmo tempo. Carter então afirmou que o episódio de P.D. consertou um desastre que não parecia poder ser consertado.

### Audiência
| №  | Título                             | Exibição original       | Rating/share (18–49) | Audiência (em milhões) | DVR (18–49) | Audiência em DVR (milhões) | Total (18–49) | Audiência total (em milhões) | Ref(s) |
| -- | ---------------------------------- | ----------------------- | -------------------- | ---------------------- | ----------- | -------------------------- | ------------- | ---------------------------- | ------ |
| 1  | "A Problem House"                  | 24 de setembro de 2013  | 2.7/8                | 8.90                   | 1.1         | 3.52                       | 3.7           | 12.42                        | [ 35 ] |
| 2  | "Prove It"                         | 1 de outubro de 2013    | 2.6/8                | 8.74                   | 1.3         | 3.65                       | 3.9           | 12.39                        | [ 36 ] |
| 3  | "Defcon 1"                         | 8 de outubro de 2013    | 2.1/6                | 7.43                   | 1.2         | 3.40                       | 3.3           | 10.83                        | [ 37 ] |
| 4  | "A Nuisance Call"                  | 15 de outubro de 2013   | 2.3/7                | 8.08                   | 1.2         | 3.36                       | 3.5           | 11.44                        | [ 38 ] |
| 5  | "A Power Move"                     | 22 de outubro de 2013   | 2.1/6                | 7.45                   | 1.2         | 3.54                       | 3.3           | 11.00                        | [ 39 ] |
| 6  | "Joyriding"                        | 12 de novembro de 2013  | 2.2/6                | 7.66                   | 1.0         | 3.42                       | 3.2           | 11.08                        | [ 40 ] |
| 7  | "No Regrets"                       | 19 de novembro de 2013  | 1.9/5                | 7.49                   | 1.0         | 3.37                       | 2.9           | 10.86                        | [ 41 ] |
| 8  | "Rhymes With Shout"                | 26 de novembro de 2013  | 2.1/6                | 6.91                   | 1.1         | 3.46                       | 3.2           | 10.37                        | [ 42 ] |
| 9  | "You Will Hurt Him"                | 3 de dezembro de 2013   | 2.3/7                | 8.22                   | 1.0         | 3.08                       | 3.3           | 11.29                        | [ 43 ] |
| 10 | "Not Like This"                    | 10 de dezembro de 2013  | 2.2/6                | 9.32                   | 0.9         | 3.03                       | 3.1           | 12.35                        | [ 44 ] |
| 11 | "Shoved In My Face"                | 7 de janeiro de 2014    | 2.0/6                | 6.87                   | 1.0         | 3.45                       | 3.0           | 10.32                        | [ 45 ] |
| 12 | "Out With a Bang"                  | 14 de janeiro de 2014   | 1.8/5                | 6.76                   | 1.2         | 3.36                       | 3.0           | 10.13                        | [ 46 ] |
| 13 | "Tonight's the Night"              | 21 de janeiro de 2014   | 1.8/5                | 7.13                   | 1.1         | 3.17                       | 2.9           | 10.31                        | [ 47 ] |
| 14 | "Virgin Skin"                      | 25 de fevereiro de 2014 | 1.8/5                | 7.06                   | 1.1         | 3.35                       | 2.9           | 10.41                        | [ 48 ] |
| 15 | "Keep Your Mouth Shut"             | 4 de março de 2014      | 1.9/6                | 7.07                   | —           | 3.06                       | —             | 10.12                        | [ 49 ] |
| 16 | "A Rocket Blasting Off"            | 11 de março de 2014     | 1.9/6                | 7.21                   | 0.9         | 2.81                       | 2.8           | 10.02                        | [ 50 ] |
| 17 | "When Things Got Rough"            | 18 de março de 2014     | 1.9/6                | 6.96                   | 1.0         | 2.85                       | 2.9           | 9.81                         | [ 51 ] |
| 18 | "Until Your Feet Leave the Ground" | 8 de abril de 2014      | 1.8/5                | 6.96                   | 1.1         | 3.20                       | 2.9           | 10.15                        | [ 52 ] |
| 19 | "A Heavy Weight"                   | 15 de abril de 2014     | 1.7/5                | 6.90                   | 1.0         | 3.05                       | 2.7           | 9.95                         | [ 53 ] |
| 20 | "A Dark Day"                       | 29 de abril de 2014     | 1.8/5                | 7.06                   | 1.2         | 3.46                       | 3.0           | 10.52                        | [ 54 ] |
| 21 | "One More Shot"                    | 6 de maio de 2014       | 1.9/6                | 6.92                   | 0.9         | 2.87                       | 2.8           | 9.80                         | [ 55 ] |
| 22 | "Real Never Waits"                 | 13 de maio de 2014      | 1.9/6                | 7.12                   | 1.0         | 3.08                       | 2.9           | 10.20                        | [ 56 ] |

## Lançamento em DVD
| Chicago Fire – Season Two                                                                   |                                                                                             |                                                                                             | | | |
| Detalhes do DVD                                                                             | Detalhes do DVD                                                                             | Detalhes do DVD                                                                             | Características Especiais | Características Especiais | Características Especiais |
| - 22 episódios - 5 discos - Áudio em Inglês (Dolby Digital 5.1 Surround) - Legendas: Inglês | - 22 episódios - 5 discos - Áudio em Inglês (Dolby Digital 5.1 Surround) - Legendas: Inglês | - 22 episódios - 5 discos - Áudio em Inglês (Dolby Digital 5.1 Surround) - Legendas: Inglês | - Bastidores - Série digital I Am a Firefighter - Episódio 1 de Chicago P.D.: "Stepping Stone" - Episódio crossover com Chicago P.D.: "8:30 PM"— A conclusão do crossover de duas partes que começa em "A Dark Day" | - Bastidores - Série digital I Am a Firefighter - Episódio 1 de Chicago P.D.: "Stepping Stone" - Episódio crossover com Chicago P.D.: "8:30 PM"— A conclusão do crossover de duas partes que começa em "A Dark Day" | - Bastidores - Série digital I Am a Firefighter - Episódio 1 de Chicago P.D.: "Stepping Stone" - Episódio crossover com Chicago P.D.: "8:30 PM"— A conclusão do crossover de duas partes que começa em "A Dark Day" |
| Datas de lançamento                                                                         |                                                                                             |                                                                                             | | | |
| Região 1                                                                                    | Região 1                                                                                    | Região 2                                                                                    | Região 2 | Região 4 | Região 4 |
| 2 de setembro de 2014                                                                       | 2 de setembro de 2014                                                                       | 10 de novembro de 2014                                                                      | 10 de novembro de 2014 | 4 de dezembro de 2014 | 4 de dezembro de 2014 |